# Auxois (rivière)
Pour les articles homonymes, voir Auxois.
L'Auxois est une rivière française qui coule dans le département de la Nièvre, et plus précisément dans le massif du Morvan. C'est un affluent direct de l'Yonne en rive droite, donc un sous-affluent de la Seine.

## Géographie
La longueur de son cours est de 22,7 km.
L'Auxois prend naissance sur la commune de Lormes par la rencontre, dans le centre-ville, du ruisseau du Goulot et du Cornillat. Il coule d'est en ouest et se jette dans l'Yonne (rive droite) près du lieu-dit le Domaine de Mont .

## Communes traversées
L'Auxois traverse sept communes, toutes situées dans le département de la Nièvre :
- Lormes, Magny-Lormes, Cervon, Anthien, Corbigny, Ruages, Chitry-les-Mines

## Curiosités - Tourisme
- Gorges de Narvau (Lormes)[2]
- Château de Villemolin (Anthien)